# September 1992
Portal Geschichte | Portal Biografien | Aktuelle Ereignisse | Jahreskalender | Tagesartikel

◄ |
19. Jahrhundert |
20. Jahrhundert
| 21. Jahrhundert

◄ |
1960er |
1970er |
1980er |
1990er
| 2000er | 2010er | 2020er | ►

◄ |
1988 |
1989 |
1990 |
1991 |
1992
| 1993 | 1994 | 1995 | 1996 | ►

◄ |
Juni 1992 |
Juli 1992 |
August 1992 |
September 1992 |
Oktober 1992 |
November 1992 |
Dezember 1992 |
►
Dieser Artikel behandelt aktuelle Nachrichten und Ereignisse im September 1992.

## Tagesgeschehen

### Dienstag, 1. September 1992
- Oświęcim/Polen: Der erste österreichische Gedenkdienstleistende tritt seinen Wehrersatzdienst im Museum Auschwitz-Birkenau an. Der Gedenkdienst ist ein neuer Friedensdienst, der an Holocaust-Gedenkstätten absolviert wird.[1]

### Mittwoch, 2. September 1992
- Nicaragua: Ein Erdbeben der Stärke 7,7 Mw in Folge eines Tsunamis mit Epizentrum vor der Westküste Nicaraguas führt zum Tod von mindestens 116 Menschen.[2]

### Freitag, 11. September 1992
- Bangkok/Thailand: Mit der „Erklärung von Bangkok“ wird die APEC, die Asiatisch-Pazifische Wirtschaftsgemeinschaft, offiziell ins Leben gerufen. Mitglieder sind u. a. Australien, China, Japan, Kanada, Malaysia, Südkorea und die Vereinigten Staaten.[3]

### Samstag, 12. September 1992
- New York/Vereinigte Staaten: Die jugoslawische Tennisspielerin Monica Seles, die als Jugendliche in die Vereinigten Staaten zog, verteidigt bei den diesjährigen US Open ihren Titel im Dameneinzel-Wettbewerb mit einem Zwei-Satz-Sieg gegen die Spanierin Arantxa Sánchez Vicario.[4]
- Venedig/Italien: Bei den 49. Internationalen Filmfestspielen von Venedig wird der Film Die Geschichte der Qiu Ju des chinesischen Regisseurs Zhang Yimou mit dem Leone d’Oro prämiert.[5]

### Sonntag, 13. September 1992
- New York/Vereinigte Staaten: Der schwedische Tennisspieler Stefan Edberg verteidigt bei den US Open 1992 den Titel im Herreneinzel, diesmal gewinnt er in vier Sätzen im Finale gegen den Amerikaner Pete Sampras.[6]

### Donnerstag, 17. September 1992
- Berlin/Deutschland: In der Prager Straße im Bezirk Wilmersdorf erschießen Anhänger der terroristischen Vereinigung Hisbollah im Auftrag der Regierung des Iran vier kurdisch-iranische Politiker während deren Besuch der Gaststätte „Mykonos“.[7]
- London/Vereinigtes Königreich: Wegen des immensen Abfalls des Außenwerts der Währung Pfund Sterling nach den Spekulationen gegen die Währung in den letzten Wochen verlässt das Vereinigte Königreich nach knapp zwei Jahren das Europäische Währungssystem und muss nicht mehr garantieren, dass der Wechselkurs des Pfunds gegenüber anderen EWS-Währungen stabil bleibt.[8]
- Rom/Italien: Die Spekulationen gegen Währungen im Europäischen Währungssystem (EWS) und die daraus folgende Abwertung der italienischen Währung Lira bewegen Italien zum Verlassen des EWS. Ebenfalls unter Druck stehen das Irische Pfund, der Portugiesische Escudo und die Spanische Peseta. Die zuständigen Zentralbanken dieser drei Länder versuchen jedoch, eine Erholung der Außenwerte ihrer Währungen ohne Ausscheiden aus dem EWS-Wechselkursmechanismus zu erreichen.[9]

### Freitag, 18. September 1992
- Peking/China: Der 14. Parteitag der Kommunistischen Partei Chinas geht zu Ende. Auf Vorschlag ihres Generalsekretärs Jiang Zemin fassten die Delegierten den Beschluss, den Sozialismus chinesischer Prägung durch die Einführung der Sozialistischen Marktwirtschaft in der Volksrepublik weiterzuentwickeln.[10]

### Dienstag, 22. September 1992
- Myanmar: Im Norden des Landes werden gemäß eines Abkommens zwischen Bangladesch und Myanmar 49 Angehörige der Ethnie Rohingya zwangsweise angesiedelt. Mehrere 10.000, möglicherweise über 100.000, Rohingyas verließen das einstige Burma und heutige Myanmar in den letzten Jahrzehnten über die Grenze nach Bangladesch, v. a. seit ihnen im Oktober 1982 das Recht auf die burmesische Staatsbürgerschaft abgesprochen wurde. Auf die Rückbringung von Flüchtlingen von Bangladesch nach Myanmar einigten sich beide Länder im April.[11]
- New York/Vereinigte Staaten: Die Vollversammlung der Vereinten Nationen (UN) stimmt über die Empfehlung des Sicherheitsrats ab, die aus Serbien und Montenegro bestehende Bundesrepublik Jugoslawien (BRJ) nicht als Rechtsnachfolgerin der Sozialistischen Föderativen Republik Jugoslawien anzusehen. Der Rat schlägt vor, dass sich die BRJ um die Aufnahme in die Staatengemeinschaft neu bewirbt. Dieser Ansicht folgt die Mehrheit der in der Vollversammlung vertretenen Länder und die Mitgliedschaft Jugoslawiens ist vorerst beendet.[12]

### Freitag, 25. September 1992

Querschnitt des Rhein-MainDonau-Kanals

- Bayern/Deutschland: Der Rhein-Main-Donau-Kanal, eine Wasserstraßenverbindung zwischen der Nordsee und dem Schwarzen Meer, wird eröffnet. Während das 1950 aufgelassene Vorgängerbauwerk Ludwig-Donau-Main-Kanal 100 Schleusen aufwies, überwindet der „Neue Kanal“ mit 16 Schleusen einen Höhenunterschied von 175 m.[13]
- San Francisco/Vereinigte Staaten: Eine Gruppe Radfahrer versammelt sich bei der Veranstaltung Critical Mass zu einer gemeinsamen Fahrt durch die Innenstadt, um auf die Situation von Radfahrern im Straßenverkehr aufmerksam zu machen. Sie fordern eine Verkehrswende im Allgemeinen und ein Kfz-Verbot für die Market Street im Besonderen.[14]

### Samstag, 26. September 1992
- Bremerhaven/Deutschland: Wolfgang Lippert moderiert erstmals die von Frank Elstner 1981 miterfundene ZDF-Unterhaltungsshow Wetten, dass..? Der Nachfolger von Thomas Gottschalk wurde 1952 in der DDR geboren und ist den meisten Zuschauern in den westdeutschen Ländern unbekannt.[15][16]

### Sonntag, 27. September 1992
- Bern/Schweiz: Die stimmberechtigten Bürger akzeptieren den Beschluss des Bunds, zwei neue Tunnel für den Alpen-Eisenbahn-Transit zu errichten, einen auf der Strecke von Zürich nach Italien und einen vom Oberland in den Kanton Wallis. Sollten die Pläne umgesetzt werden, entstünde mit dem 57 km langen Tunnel durch das Gotthardmassiv der aktuell längste Eisenbahntunnel der Welt.[17]

### Montag, 28. September 1992

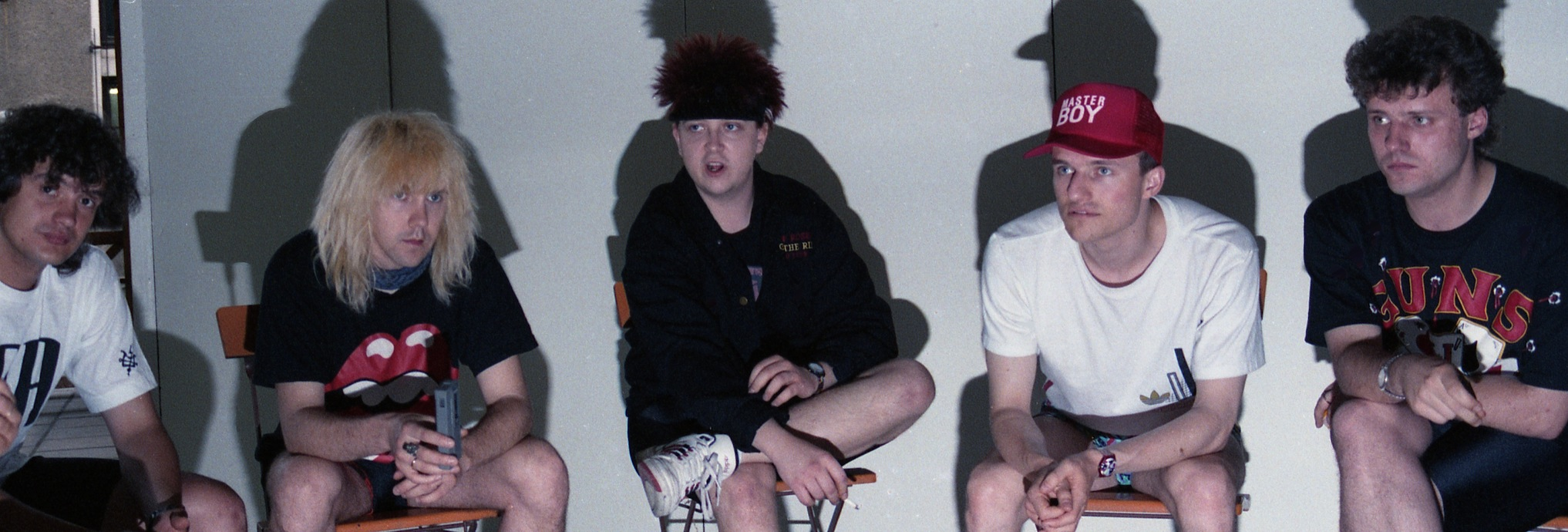
Die Prinzen

- Leipzig/Deutschland: Die Popgruppe Die Prinzen veröffentlicht ihr zweites Album. Es trägt den Titel Küssen verboten.

### Mittwoch, 30. September 1992
- Algier/Algerien: Das im Januar unter Khaled Nezzar geschaffene Haut Comité d’État (deutsch Oberstes Staatskomitee) verfügt die Einrichtung von drei Spezial-Gerichtshöfen zur „Bekämpfung des Terrorismus“. Damit wird der Handlungsspielraum der algerischen Justiz weiter eingeschränkt.[18]

## Weblinks

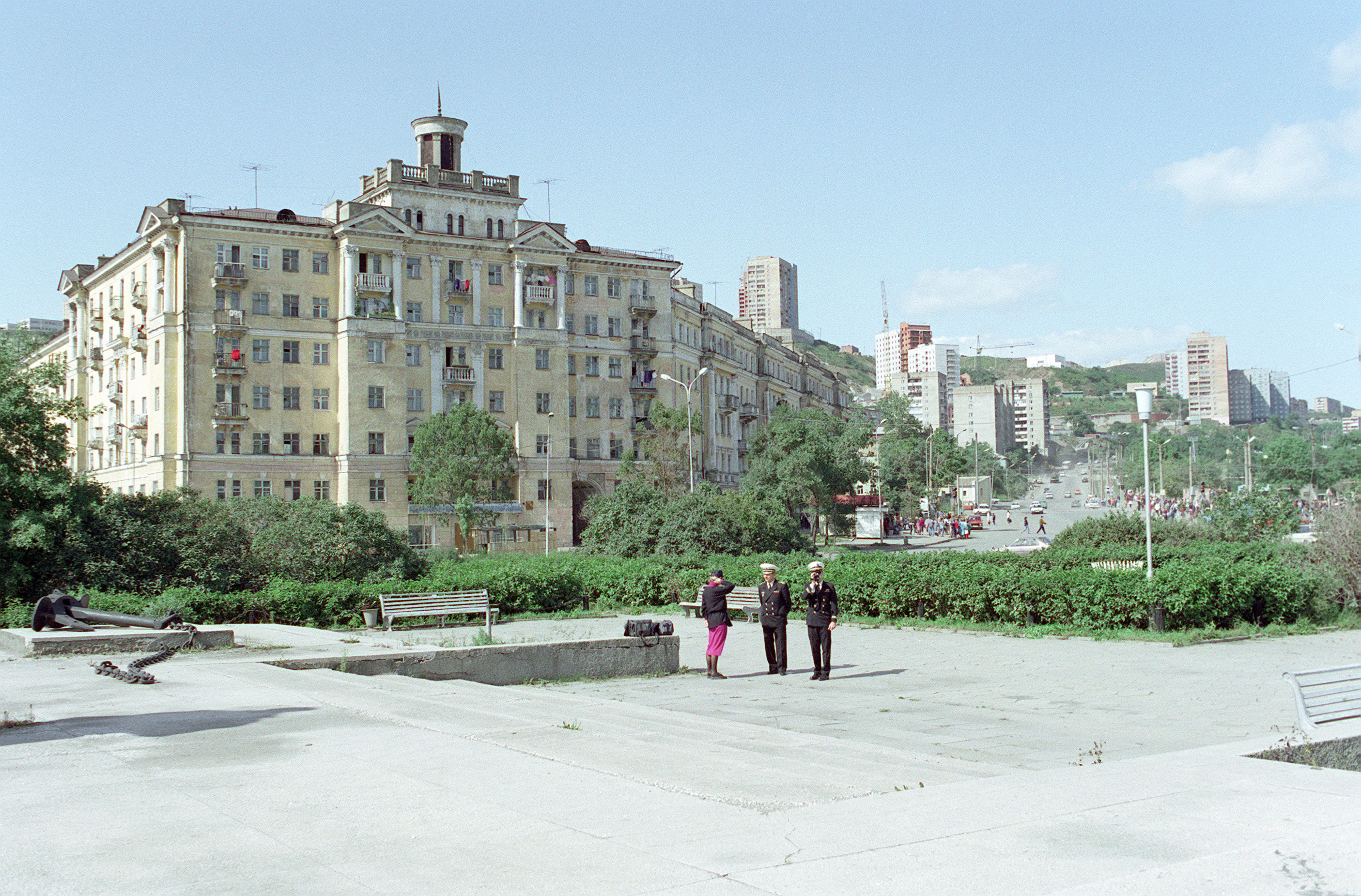
Wladiwostok im September 1992